# Mark Fredriksen
Pour les articles homonymes, voir Fredriksen.
Mark Fredriksen, né le 18 novembre 1936 à Paris de parents d'origine norvégienne et mort le 20 août 2011 à Montfermeil, est un militant d'extrême droite français.
Il est le fondateur de la Fédération d'action nationale et européenne (FANE), puis des Faisceaux d'action nationale européenne, organisations françaises ouvertement national-socialistes, créées le 8 avril 1966 et dissoutes définitivement le 16 septembre 1987.

## Biographie
Il fait un bref passage au Front national, François Duprat l'ayant présenté comme candidat aux législatives de juin 1978, dans la deuxième circonscription de la Seine-Saint-Denis, où il obtient 494 voix (1,42 % des voix). Interrogé sur sa participation au Front national dans les années 1970, Jean-Marie Le Pen déclara qu'il n'y avait joué aucun rôle notable, le qualifiant d'« employé de banque incolore et sans saveur ».
Traduit en justice par cinq associations en raison du contenu de Notre Europe, organe de la FANE, Mark Fredriksen est condamné le 17 octobre 1980 par la 17e chambre correctionnelle du Tribunal de grande instance de Paris à 18 mois de prison dont 12 avec sursis et à 3 000 francs d'amende ainsi qu'à verser, à titre de dommages et intérêts, 6 000 francs à chacune des cinq parties civiles. Après l'appel de la décision par Mark Fredriksen, la Cour d'appel de Paris confirme la condamnation mais réduit la peine à 13 mois de prison avec sursis.
Fredriksen crée les Faisceaux nationalistes européens (FNE) le 11 juillet 1980, peu de temps avant la dissolution de la FANE par décret du Conseil des ministres du 3 septembre 1980. 
À la suite de cette dissolution et de la campagne médiatique l'ayant accompagnée, Fredriksen est licencié de son travail d'employé de banque. Il est par la suite marginalisé au sein même de l'extrême droite.
À la suite de l'attentat de la rue Copernic, commis le 3 octobre 1980, la FANE est désignée comme coupable par la presse. L'enquête établira plus tard que les coupables sont venus du Moyen-Orient. Mais, sans attendre l'enquête, des groupes de militants sionistes décident de passer à l'action directe. Mark Fredriksen et un autre membre de son association dissoute, Frédéric Vicher, 24 ans, sont passés à tabac à Rambouillet où il devaient faire une sortie en forêt et s'en sortent avec un traumatisme crânien et les poignets fracturés.
Il est défendu en justice par Daniel Burdeyron, un ancien militant néonazi passé au FN.
En 1987, les FNE fusionnent avec le Mouvement national et social ethniste, un groupuscule raciste, puis en 1994 avec le Parti nationaliste français et européen, autre groupe néonazi.
Mark Fredriksen meurt d'un cancer du poumon le 25 août 2011 à Montfermeil, à l'âge de 74 ans.